# Petronio Máximo
Petronio Máximo (en latín: Petronius Maximus; ca. 396-31 de mayo de 455) fue un aristócrata romano y brevemente emperador de Occidente, con el título y nombre de Dominus Noster Flavius Petronius Maximus Augustus, entre el 17 de marzo y el 31 de mayo de 455.

## Biografía
De orígenes muy oscuros, su fecha de nacimiento no está clara, así como su lugar de nacimiento, creyéndose que pertenecía a la poderosa gens Anicia, y estimándose su nacimiento en algún momento del año 396. Casi con seguridad hijo de Flavio Anicio Probino, su carrera senatorial la desarrolló durante los gobiernos de los emperadores Honorio y Valentiniano III, siendo la siguiente: el primer cargo que se le conoce fue el de praetor (pretor), al que accedió hacia el año 411; en torno a 415 sirvió como tribunus et notarius, que era un cargo de acceso a la burocracia imperial, y que le llevaría al puesto de comes sacrarum largitionum (conde de la sagrada magnanimidad) entre 416 y 419, así como al de prefecto urbano entre los años 419 y 433. En 433 fue elegido cónsul, en 439 prefecto del pretorio para Italia y en 443 cónsul por segunda vez. Cuando obtuvo el título de patricio en 445 fue, durante un tiempo, el romano con máximos honores fuera del círculo imperial, hasta el tercer consulado de Aecio, magister militum del Imperio de Occidente, al año siguiente.
Según afirma el historiador bizantino Juan Antioqueno, fue por instigación de Petronio Máximo que Valentiniano III ordenó asesinar a Aecio; confabulado con un eunuco de Valentiniano llamado Heraclio, habrían persuadido a Valentiniano de que Aecio planeaba traicionarle, de manera que el emperador lo habría asesinado con sus propias manos. Por lo visto, Petronio Máximo guardaba rencor a Valentiniano debido a que este habría violado a su esposa mediante artimañas. Petronio Máximo habría solicitado al emperador el cargo de Aecio, a lo que este rehusó aconsejado por el propio Heraclio. Para consumar su venganza, Máximo se valió de dos cómplices, dos mercenarios escitas llamados Optila y Transtila, antiguos leales a Aecio, los cuales asesinaron a Valentiniano y a Heraclio por órdenes de Máximo en el Campo de Marte.
La muerte de Valentiniano provocó un vacío de poder en el moribundo Imperio de Occidente. Varios aspirantes al trono surgieron, entre los cuales estaba Petronio Máximo; Maximiano, comes domesticorum del difunto Aecio; y Mayoriano, un influyente militar que contaba con el apoyo de la viuda de Valentiniano, Licinia Eudoxia. Petronio Máximo logró ganarse la lealtad del Senado romano y se aseguró el trono sobornando a los oficiales del palacio imperial y obligando a la viuda de Valentiniano a casarse con él.
En la corte de Constantinopla el ascenso al trono de Petronio Máximo no fue reconocido. Como manera de asegurar su posición, Máximo nombró a Eparquio Avito como magister militum y lo envió a la corte de los visigodos en Tolosa para ganarse su favor, sabedor de la influencia de Avito entre estos. Sin embargo, Máximo se ganó la enemistad de otro poderoso enemigo del Imperio de Occidente, el rey Genserico de los vándalos; Genserico consideraba que su tratado de paz con Roma estaba vinculado a la figura de Valentiniano y que, al estar muerto, ya no estaba obligado a cumplirlo. Por otro lado, Genserico deseaba aupar a su propio pretendiente al trono del Imperio occidental. De esa manera, en mayo del año 455, los vándalos de Genserico desembarcaban en Italia.

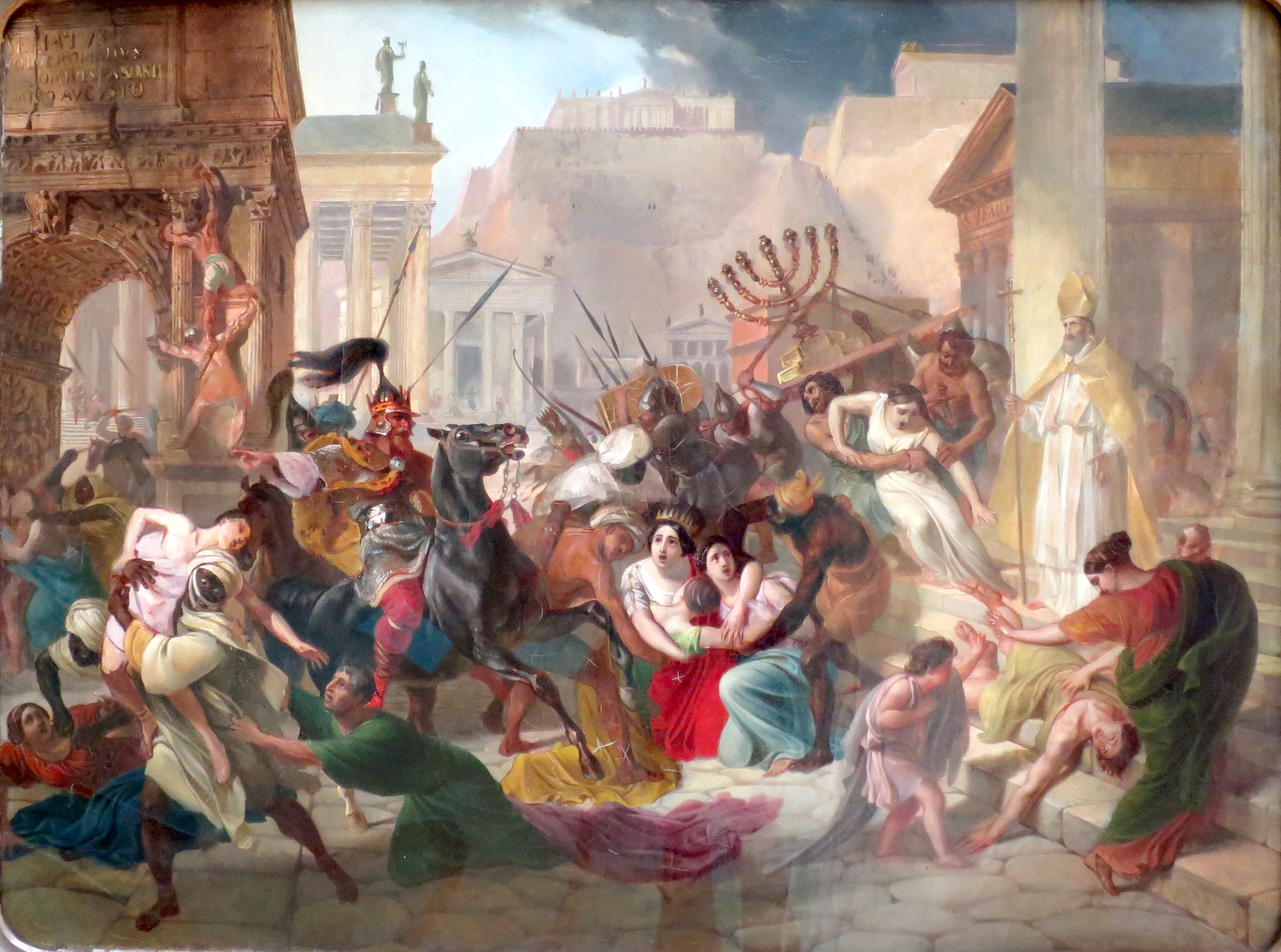
Saqueo de Roma por los vándalos en 455, en el transcurso del cual murió el emperador Petronio Máximo.

Al enterarse de que los vándalos estaban en marcha hacia Roma, el pánico se apoderó de los habitantes de la ciudad. Sabedor de que no podría oponerse a la invasión vándala, planeó huir de la ciudad acompañado por el Senado, sin embargo, durante los tumultos, Máximo resultó asesinado a manos de la multitud. Según las versiones, fue apedreado hasta la muerte o asesinado por un cierto soldado llamado Ursus, siendo su cuerpo mutilado y arrojado al Tíber el 31 de mayo del 455. Del hijo que tuvo con su primera esposa, Paladio, y que había sido nombrado césar, fue probablemente ejecutado o murió durante los disturbios.
Tres días después de la muerte de Petronio Máximo, Genserico entró en Roma con su ejército. A pesar del saqueo de la ciudad por los vándalos y la captura de mucha gente como esclavos o rehenes, gracias a las súplicas del papa León I Magno, los vándalos desistieron de las acciones más destructivas que solían acompañar a un saqueo, como los incendios, torturas y asesinatos.